# Web Gallery of Art
La Web Gallery of Art (WGA) est un site internet anglophone faisant figure de musée d'art virtuel. Le site affiche principalement des peintures et sculptures issues de l'art occidental allant de la fin de la période médiévale au XIXe siècle,.

## Vue d'ensemble
Le site Web contient des reproductions de plus de 35.000 œuvres et inclut une notice informative sur les œuvres d' art et artistes. Le site est également connu pour apporter une grande qualité d'image aux œuvres présentées.
Le spectateur peut choisir la taille de l'image ; ainsi qu'une musique qui lui est associée pour accompagner la visualisation. La mise en ligne a été effectuée dès 1996 par Emil Kren et Daniel Marx.

## Droits d'auteurs
La plupart des images présentes sur le site sont des œuvres sans droits d'auteur, ces dernières ont en effet été produite avant 1900 et tous les artistes nommés dans la collection étaient bien nés avant 1900. Toutefois, les droits d'auteur pour les reproductions affichées sur le site Web peuvent être appliquées dans certains systèmes juridiques. La WGA se donne pour ses droits d'auteur comme étant :

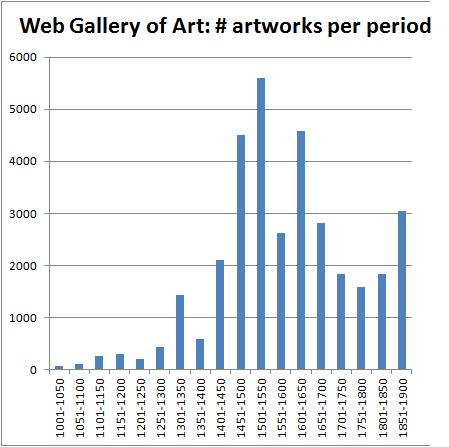
Nombre d’œuvres d'art par périodes.

« La Web Gallery of Art est protégée comme une base de données d'images et documents où les fichiers téléchargés à partir de cette base de données ne peuvent être utilisées qu'à des fins éducatives et personnelles. La reproduction des images est interdite sans l'autorisation du propriétaire légal de l'œuvre ».

## Base de données
La base de données fournit plus de 34.000 œuvres d'art créées par plus de 4000 artistes, ces dernières étant gratuites à télécharger. Les statistiques sur la collection sont disponibles sur la page web statistiques. Les œuvres présentes viennent aussi bien d'églises et de collections privées que de musées.